# AAV7
Amphibious Assault Vehicle 7 (AAV-7), до 1980-х годов — LVTP-7, — гусеничная десантная машина-амфибия морской пехоты США. Амфибия принята на вооружение Корпуса морской пехоты США в 1972 году, в качестве замены LVTP5. Производится компанией FMC Corporation.
Assault Amphibious Vehicle (AAV) — официальное обозначение AAV-7A1 (ранее известная как LVT-7) — гусеничная плавающая машина десанта, производится BAE Systems Land and Armaments (англ., ранее United Defense (англ.), подразделением FMC Corporation).
AAV-7A1 — десантное средство доставки войск Корпуса морской пехоты США. Применяется амфибийно-штурмовыми батальонами КМП США для высадки на сушу штурмовых компонентов десанта и его снаряжения путём односторонней переброски с десантных кораблей на берег во время механизированных десантных операций в береговой зоне, во время последующих механизированных операций по целям, удалённым от береговой линии и боевого обеспечения при проведении операций. Используется также и другими подразделениями.

## Разработка
Впервые LVT-7 был представлен в 1972 году как замена LVT-5. В 1982 году, FMC Corporation получила контракт на выполнение работ по программе продления срока службы LVT-7 (LVT-7 Service Life Extension Program), в соответствии с которой LVT-7 модифицировались в улучшенный тип AAV-7A1 путём установки нового двигателя, трансмиссии и систем вооружения и повышения удобства эксплуатации машины в целом. Дизельный двигатель Cummins VT400 заменил GM 8V53T, была установлена трансмиссия HS-400-3A1 производства FMC. Гидравлическое управление наведением оружия по азимуту и углу возвышения было заменено на электроприводы, которые исключили опасность возгорания гидравлической жидкости. Также были усилены подвеска и амортизаторы. Топливный бак был сделан более безопасным, добавлена система постановки дымовой завесы путём впрыска топлива в выхлопные газы. Также вокруг орудийной установки были размещены восемь дымовых гранатомётов. Блоки фар были смонтированы в квадратных нишах, а не в круглых, как было ранее. Водитель получил новую приборную панель и прибор ночного видения. Была также установлена новая система вентиляции. Эти модернизированные машины первоначально назывались LVT-7A1, но в 1984 г. КМП переименовал LVT-7A1 в AAV-7A1.
Другим усовершенствованием была установка орудийной установки с верхним расположением оружия (Up-Gunned Weapon Station — UGWS) разработки Кадиллака Гэйдж (Cadillac Gage) в которой устанавливались как 12,7-мм (.50 cal) пулемёт Браунинг M2HB так и 40-мм автоматический гранатомёт Mk 19.
Для AAV-7A1 к 1989 году компанией Rafael были разработаны, и к 1993 году поставлены в войска комплекты навесной пассивной защиты EAAK (Enhanced Applique Armor Kits), устанавливаемые на бортовой проекции, крыше десантного отделения, и крышках люков экипажа. Масса одного комплекта EAAK 1996 кг. При этом масса дополнительной брони неизбежно повлекла за собой добавление набора для носового бронелиста (bow plane kit) при действиях на плаву.
Программа надёжности, боеготовности, ремонтопригодности/переделки по стандарту плавающих машин десанта (Assault Amphibious Vehicle Reliability, Availability, Maintainability/Rebuild to Standard Program — AAV RAM/RS) обеспечила замену как двигателя, так и подвески соответствующими элементами армейской БМП M2 Брэдли (M2 Bradley Fighting Vehicle — BFV), модифицированными для AAV. Был возвращён клиренс 406 мм (16 дюймов) и удельная мощность изменилась с 13 до 17 л. с./т. Переделка по стандарту AAV RAM/RS охватывала все системы и компоненты AAV в рамках возвращения AAV к исходным ТТХ и гарантировала уровень боеготовности AAV на приемлемом для морской ударной группировки (Fleet Marine Force — FMF) уровне до тех пор, пока не достигнет уровня оперативной готовности экспедиционная боевая машина (Expeditionary Fighting Vehicle — EFV). Ожидается, что использование компонентов EFV и попытка переделки до стандарта позволит снизить эксплуатационные расходы на оставшийся срок службы AAV (до 2013 г.).
В 1970-х годах, Армия США использовала LVT-7 как основу для свой подвижной опытной установки (Mobile Test Unit — MTU, высокоэнергетический зенитный лазер наземного базирования). После нескольких успешных опытных стрельб на армейском военном заводе «Редстоун-Арсенал» лазер, как сообщают, был передан НАСА.

## Конструкция
Корпус амфибии выполнен из плит алюминиевой брони толщиной от 30 до 45 мм. Выход из десантного отделения — через люк-аппарель в корме машины. Для движения по воде установлены два водомёта, которые снабжены механизмом поворота, что обеспечивает маневрирование машины на воде. Вооружение состоит из 12,7-мм пулемёта Браунинг M2HB. Также есть модификации, оснащённые автоматическим 40-мм гранатомётом Mk 19, что значительно увеличивает огневую мощь машины.
Экипаж составляет три человека — водитель, командир и стрелок. В кормовой части машины расположено десантное отделение, в котором на трёх скамьях размещается 25 человек десанта, при перевозке груза скамьи могут быть демонтированы, грузоподъёмность машины при этом составляет до 4,5 тонн.

## Варианты

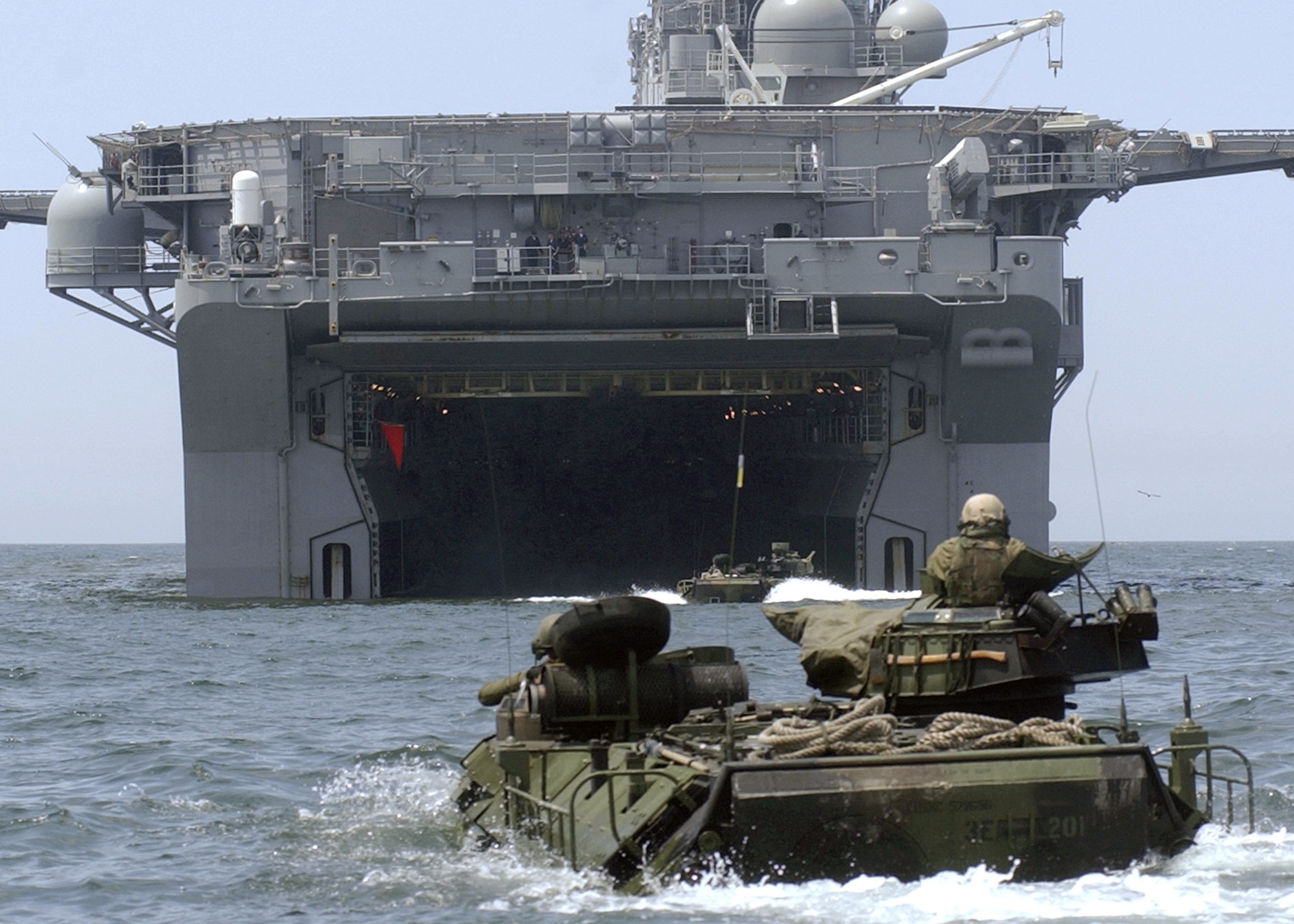
AAVP-7A1 направляется в доковую камеру УДК LHD-6 «Боном Ричард» (англ.) класса «Уосп».

- LVTx-7: Исходный серийный вариант, принят на вооружение в 1972 г.
- LVTx-7A1: Модернизация 1982 г., в 1984 г. переименована в AAVx-7A1.
- AAVP-7A1 (для перевозки личного состава): Наиболее распространённая AAV, установлена башня, в которой установлены крупнокалиберный пулемёт M2HB калибра 12,7 мм и 40-мм автоматический гранатомёт Mk 19. Оснащена четырьмя рациями для членов экипажа и переговорным устройством AN/VIC-2. Способна перевозить 25 морских пехотинцев в полном снаряжении и 4 членов экипажа: механика-водителя, командира экипажа/машины, стрелка и «заднего» члена экипажа (rear crewman).
- AAVC-7A1 (командирская): У этой машины нет башни, а большая часть грузового отсека занята оборудованием связи. Эта модификация имеет только две рации для членов экипажа и VIC-2, также на ней установлены две радиостанции VRC-92, одна VRC-89 и одна PRC-103 дециметрового диапазона, коротковолновой MRC-83 и системой межсетевого обмена MSQ, используемой для одновременного управления несколькими радиостанциями. Экипаж этой AAV — 3 человека, дополнительно в ней размещаются 5 радистов, три штабных и два начальствующих офицера. В последнее время C7 были модернизированы для использования раций семейства Harris Falcon II, а именно — AN/PRC-117F (англ.) для УКВ/ДМВ/спутниковой связи и коротковолновой PRC-150.
- AAVR-7A1 (БРЭМ): У этой машины также нет башни. R7 предназначена для использования в качестве «эвакуатора», так как она оснащена грузовой стрелой, а также большинством инструментов и оборудования необходимого для полевого ремонта. Именно поэтому данная модификация самая тяжёлая из всех трёх и заметно глубже сидит в воде. Экипаж — три человека без учёта ремонтников.

Многие P7-е были доработаны для несения Mk 154 MCLC или удлинённых зарядов разминирования. Комплекс MCLC выстреливает три удлинённых подрывных заряда для проделывания проходов в минных полях. MCLC использовались во время «Бури в пустыне» в 1991 г. и Иракской войне в 2003 году.

## Боевое применение
В боевой обстановке использовались США во время вторжения на Гренаду (1983), в операции «Буря в пустыне» (1991) и в Иракской войне (2003). Аргентинские машины участвовали во вторжении на Фолкленды.
Двадцать LVTP-7 американской постройки использовались Аргентиной во время вторжения на Фолклендские острова в 1982 г., все они вернулись в Аргентину ещё до окончания войны.
В 1982—1984 годах LVT-7 были развёрнуты вместе с морской пехотой США как часть многонациональных миротворческих сил в Бейруте, Ливан. 25 октября 1983 года LVTP-7 морской пехоты США обеспечивали крайне успешную морскую десантную операцию на остров Гренада как часть операции «Urgent Fury». 
Они широко применялись во время войны в Персидском заливе в 1991 году и в Иракской войне в 2003 году. Восемь LVT-7 были серьёзно повреждены или уничтожены во время битвы при Насирии, где они столкнулись с огнём РПГ, миномётов, танков и артиллерии. По меньшей мере одна машина была уничтожена дружественным огнём штурмовика A-10 Thunderbolt II. AAV-7A1 также широко использовались во время Войны в Персидском заливе и Операции в Сомали.

## Замена

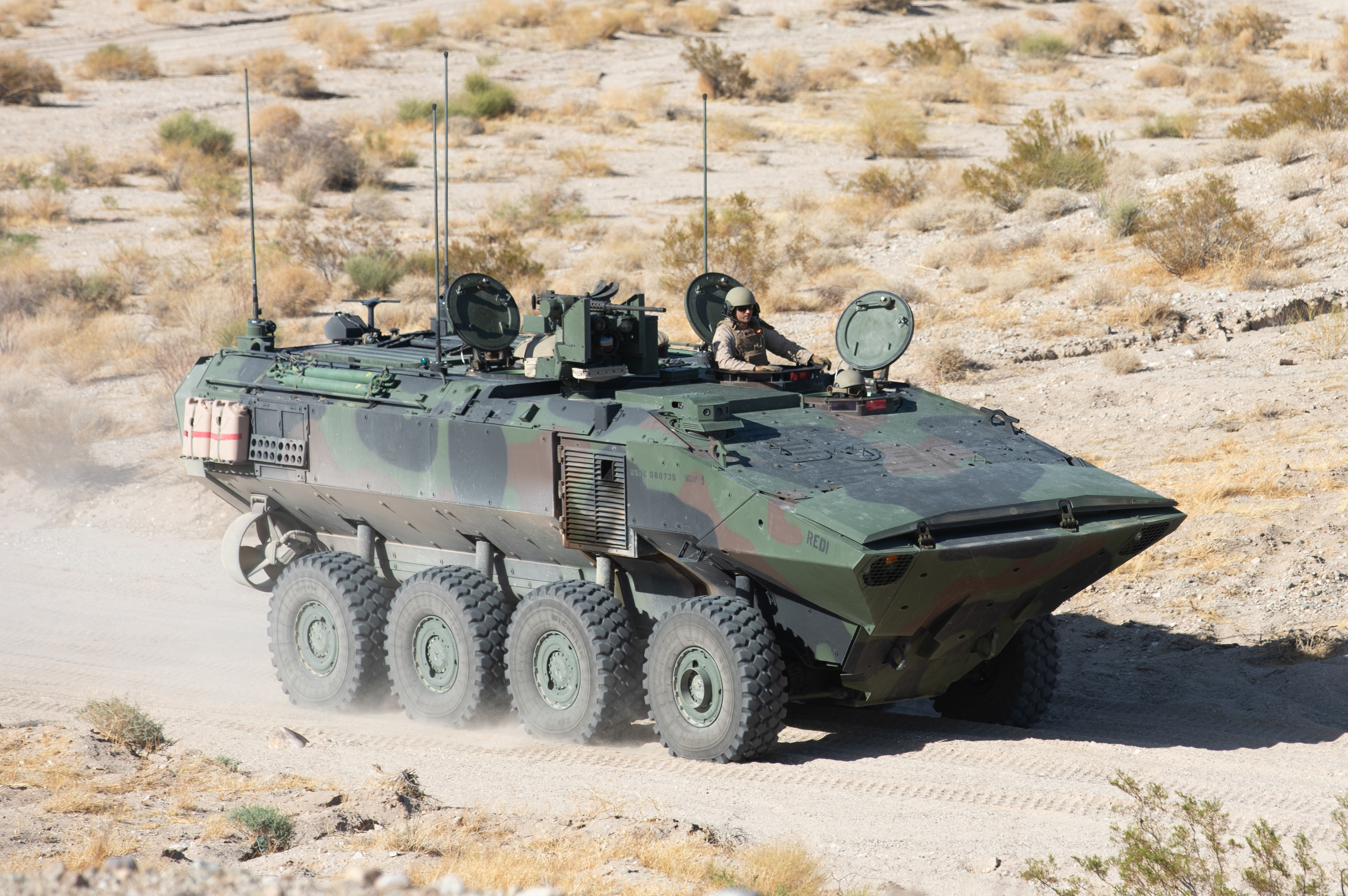
ACV.

Для замены устаревающих AAV-7A1 была спроектирована боевая экспедиционная машина (Expeditionary Fighting Vehicle) EFV, долгое время считавшаяся наиболее приоритетной статьёй закупок наземных систем вооружения Корпуса морской пехоты. По сравнению с AAV она втрое быстрее передвигается по воде и имеет вдвое более мощное бронирование, а также — большую огневую мощь. EFV планировалась к развёртыванию в 2015.
Конструктивно она представляет плавающий бронетранспортёр, выгружаемый в море из доковой камеры десантного корабля-дока за горизонтом, способный доставить на побережье 17 морских пехотинцев (на 8 меньше, чем AAV7). Обеспечена маневренность на пересечённой местности вместе с подвижностью и мобильностью не хуже чем у ОБТ M1 Абрамс. Тем не менее, в январе 2011 года министр обороны США Роберт Гейтс (Robert Gates) объявил о планах отказаться от EFV.
19 июня 2018 года был обнародован победитель в тендере Amphibious Combat Vehicle КМП США. Им стала 8-колёсная машина-амфибия ACV 1.1 от компании BAE Systems Полная масса ACV 1.1 составляет 30 617 кг, вместимость 13 десантников + 3 человека экипажа.
Первоначальный контракт составил 198 млн долларов США на первые 30 ББМ. Планируется заменить 870 имеющихся у КМП AAV7. В текущем бюджетном плане стоимость первых 204 бронемашин составляет 1,12 млрд долларов США.

## Обучающие системы
Управление морских исследований в рамках программы  Виртуального обучения и реальности (Virtual Training and Environments — VIRTE), под руководством капитана 3 ранга Дилана Шморроу (англ.), разработало прототип обучающей системы — башенный тренажёр AAV (AAV Turret Trainer). Система состоит из оригинальной башни объединённой с тренажёром имитации стрельбы для помещений (Indoor Simulated Marksmanship Trainer — ISMT) оружие которого «стреляет» в экран проектора, показывающего виртуальную реальность VIRTE.

## Галерея

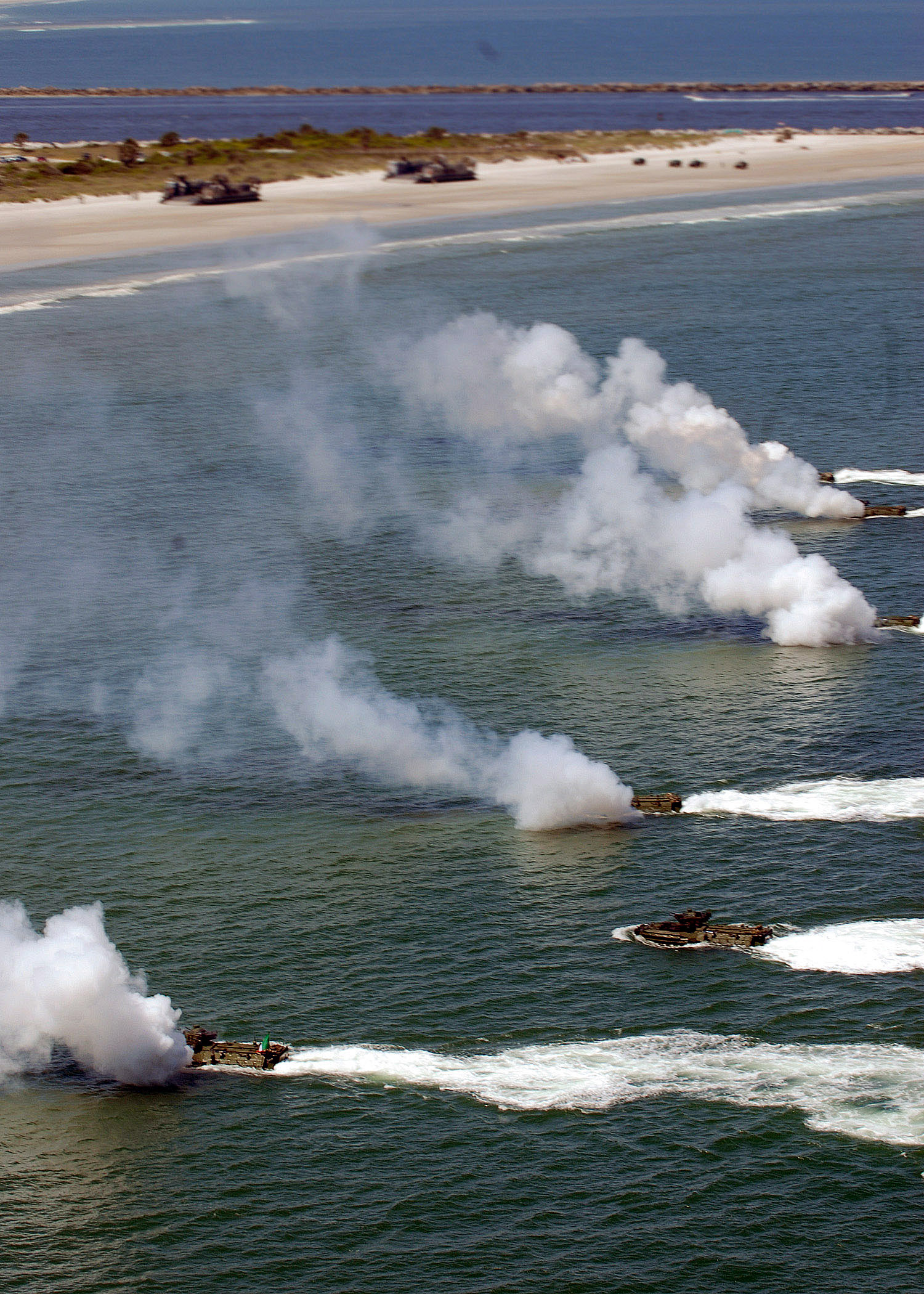
Демонстрация высадки десанта из десантного корабля-дока LSD 48 Ашлэнд (Ashland) с постановкой дымовой завесы.
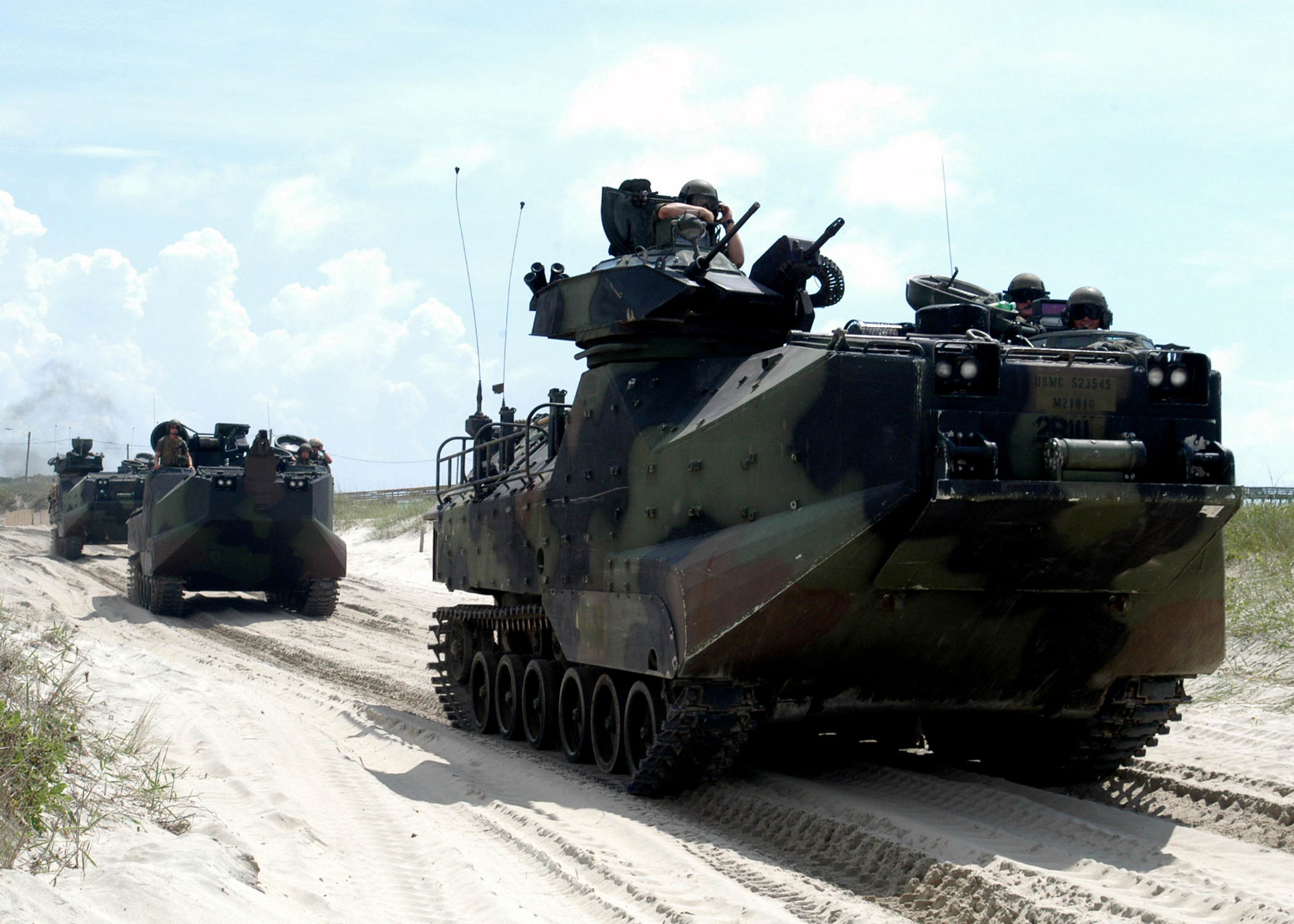
Несколько AA7V1 24-го экспедиционного отряда (24th MEU) на учениях в Онслоу-Бич 2004 г.
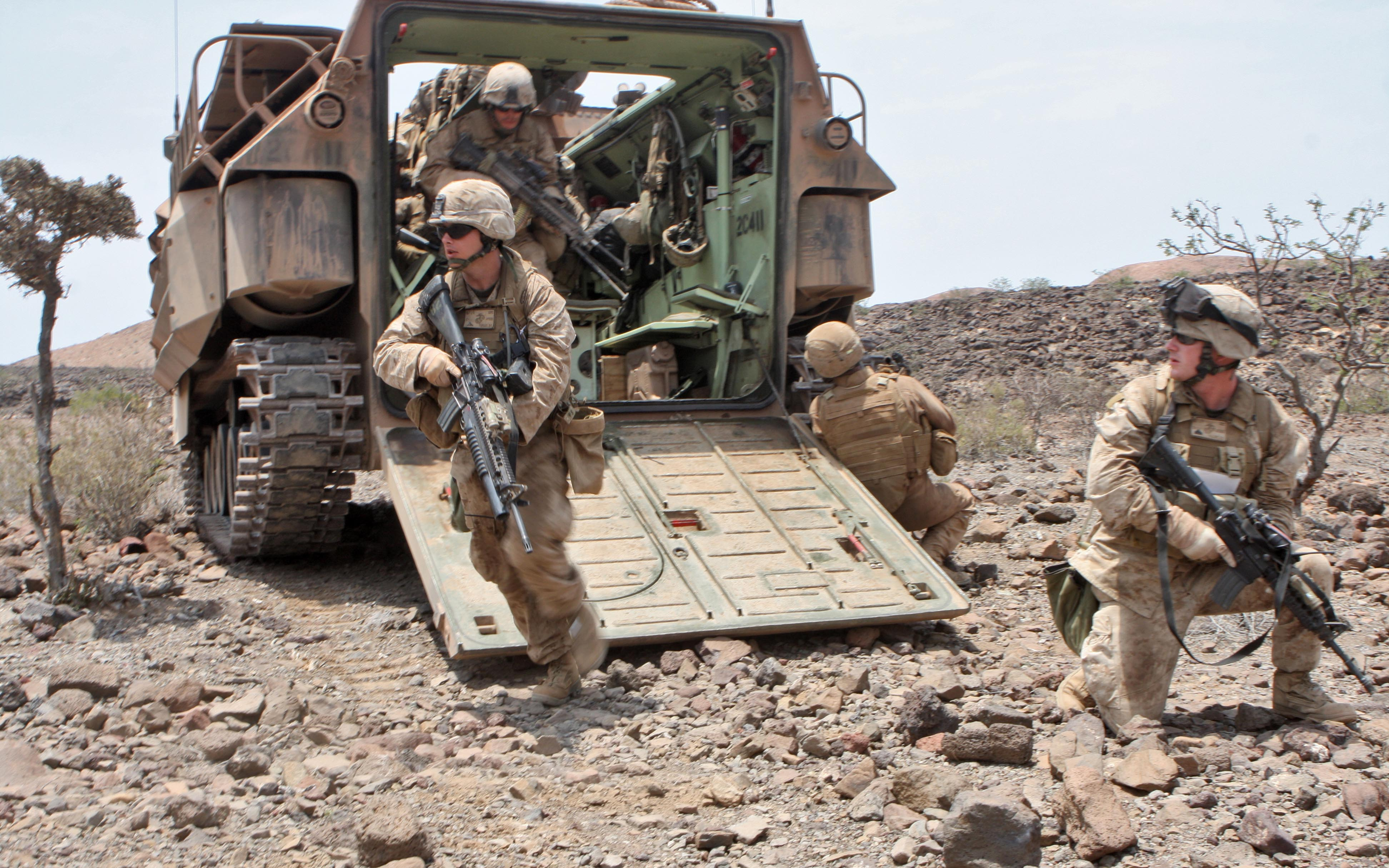
Американские морпехи высаживаются из AAV7 в Джибути.
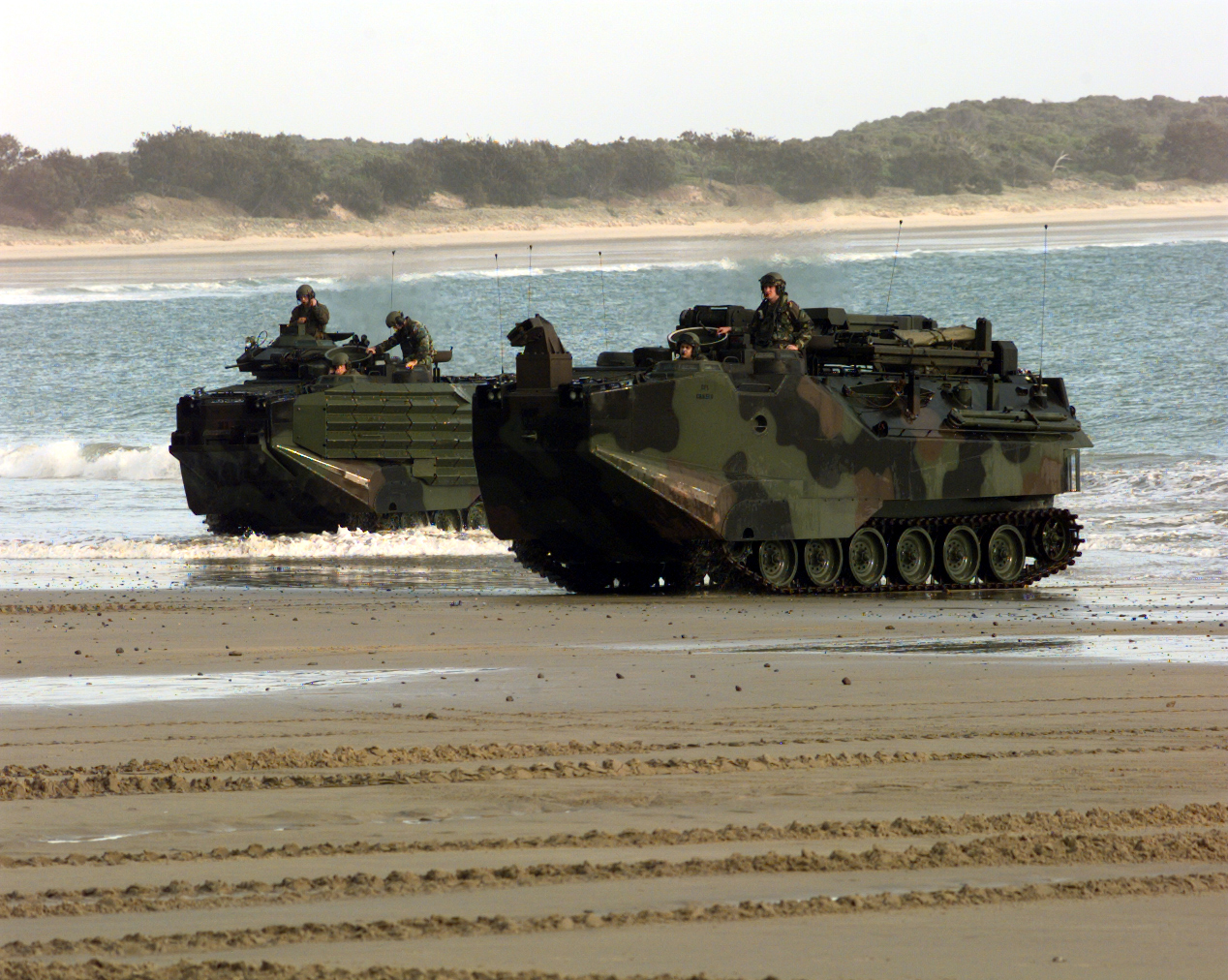
Две плавающих машины десанта КМП США выходят на пляж. Фрешуотер-Бич, Австралия.
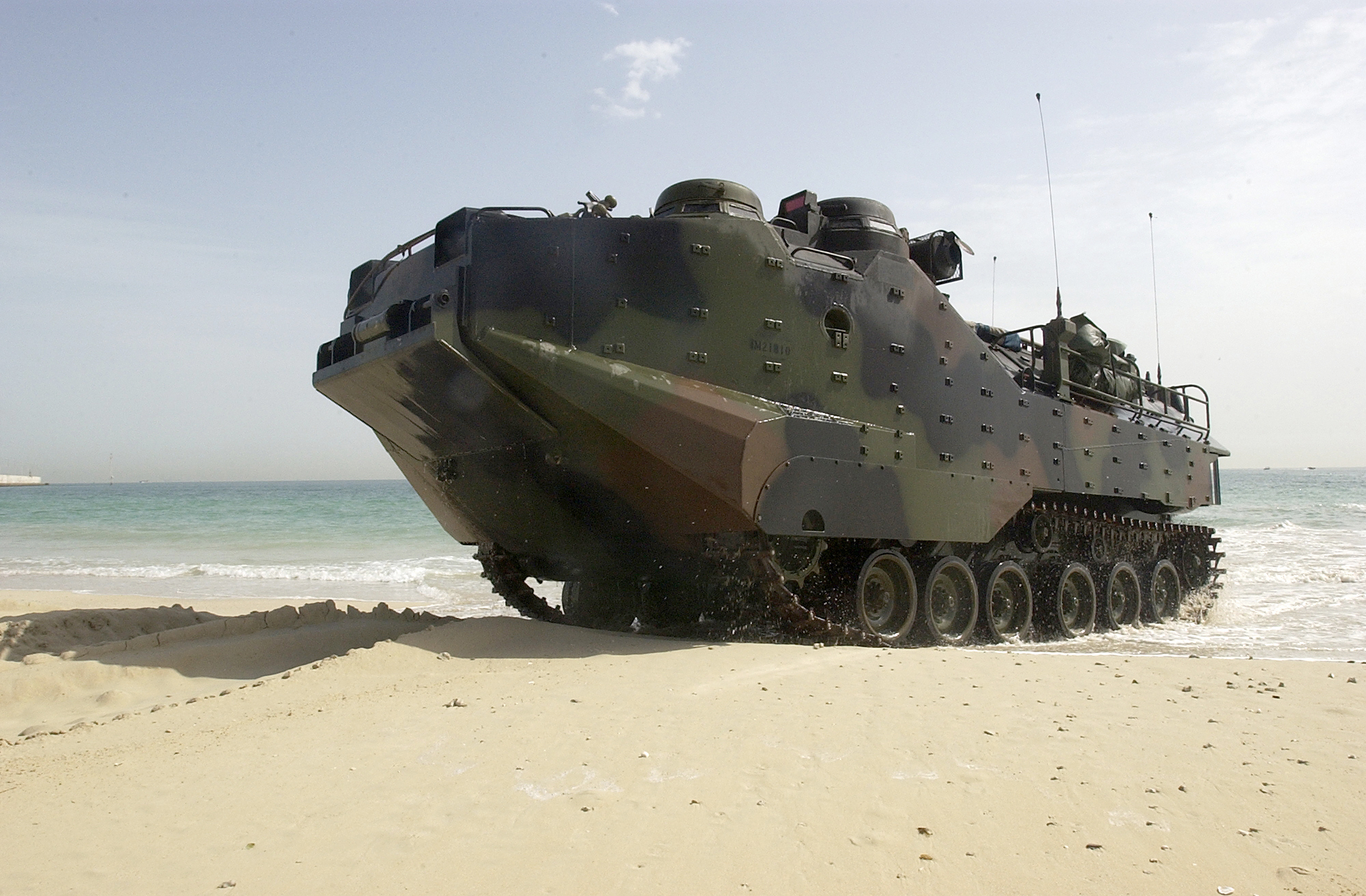
Вид спереди-сбоку на AAV7.
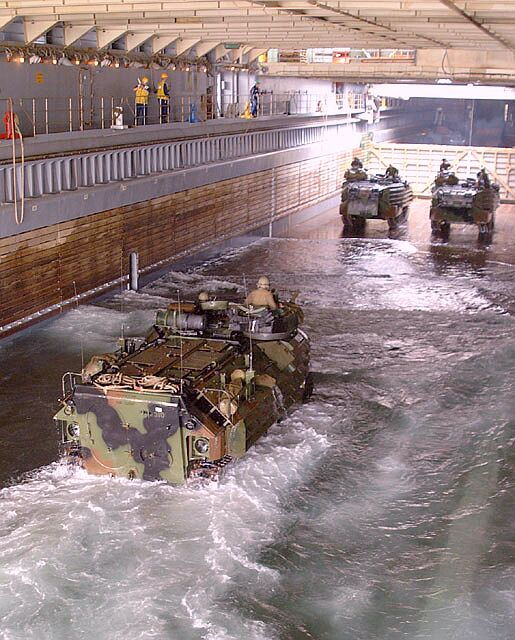
AAV7 в доковой камере десантного корабля-дока LSD-43 «Форт МакГенри» (Fort McHenry).
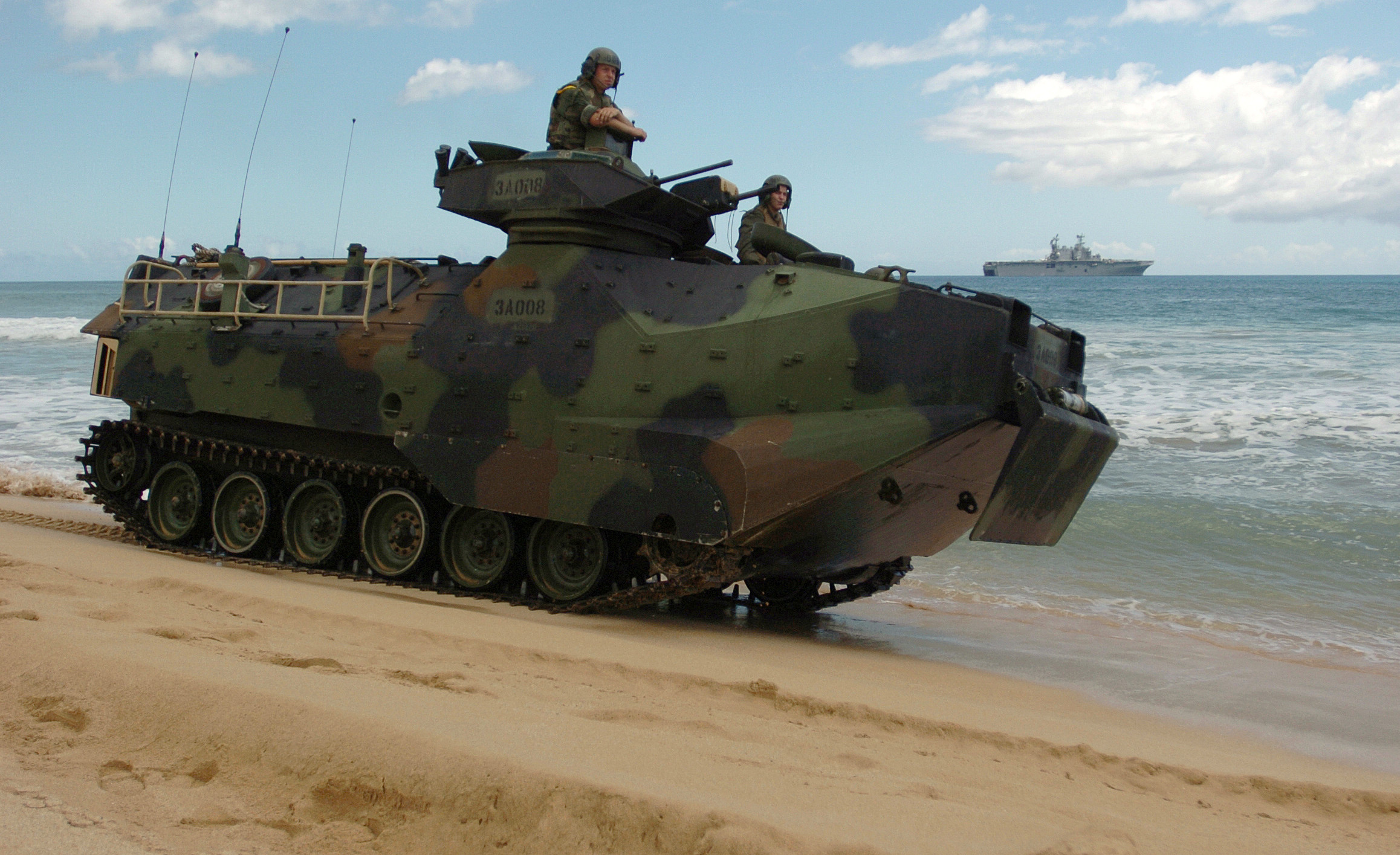
LVTP-7 на пляже Кауаи, Гавайи, на горизонте — УДК LHA-5 «Пелелиу»[англ.] (Peleliu) класса «Тарава».

## На вооружении

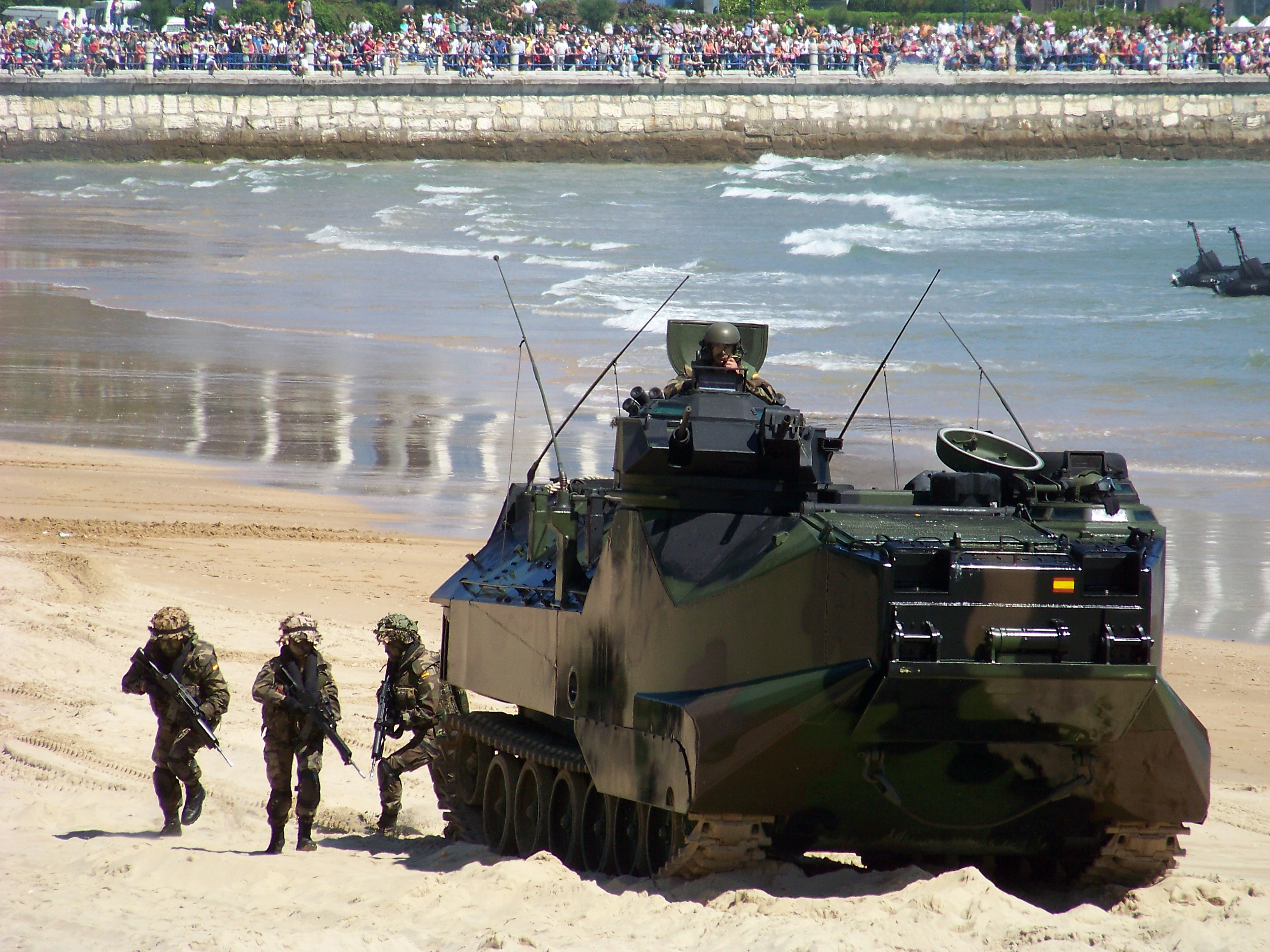
Высадка испанских морских пехотинцев из AAV-7 во время показа в 2009 г.

- Корпус морской пехоты США — 1 311 шт.
- Морская пехота Аргентины — 21 LVTP7, около 10 частично модернизированы фирмой MECATROL — установлены дизельные двигатели Caterpillar C7, незначительные изменения в ходовой части и других компонентах[10].
- Морская пехота Бразилии — 13 AAV-7A1, 9 LVTP-7A1, 2 LVTC-7A1 и 2 LVTR-7A1.
- Морская пехота Венесуэлы — 11 AAVT-7, (1 AAVTC-7, 1 AAVTR-7 и 9 AAVTP-7).
- Морская пехота Индонезии — 10 шт. (LVTP7A1).
- Морская пехота Испании (BRIMAR) — 19 шт. Модернизированы до стандарта AAV-7A1.
- Сухопутные войска Италии и ВМС — 35 LVPT7, 25 из которых модернизированы до стандарта AAV-7A1.
- Корпус морской пехоты Республики Корея — 162 шт.
- Морская пехота Тайваня[англ.] — 54 шт.
- Королевская морская пехота Таиланда[англ.] — 40 (AAVP-7A1, AAVR-7A1 и AAVC-7A1).
- Амфибийная бригада быстрого реагирования Сухопутных сил самообороны Японии — 58 шт.